# Имст (округ)
Имст (нем. Bezirk Imst) — округ в Австрии. Центр округа — город Имст. Округ входит в федеральную землю Тироль. Занимает площадь 1724,82 км². Плотность населения 31 чел./км².

## Города и общины
1. Арцль
2. Веннс
3. Заутенс
4. Зильц
5. Зёльден
6. Имст
7. Имстерберг
8. Йерценс
9. Каррес
10. Каррёстен
11. Ленгенфельд
12. Миминг
13. Мильс-Имст
14. Мёц
15. Нассерайт
16. Обштайг
17. Риц
18. Роппен
19. Санкт-Леонхард
20. Тарренц
21. Умхаузен
22. Штамс
23. Эц